# 八嶋智人
八嶋 智人（やしま のりと、1970年9月27日 - ）は、日本の俳優、タレント、ナレーター、声優、司会者。奈良県奈良市出身。シス・カンパニー、劇団カムカムミニキーナ所属。
妻は舞台女優の宮下今日子。

## 略歴
奈良県奈良市生まれ。奈良女子大学附属小学校・奈良女子大学附属中学校・奈良女子大学文学部附属高等学校（現：奈良女子大学附属中等教育学校）卒業。大学進学のために上京。
1990年、高校時代の同級生だった松村武とともに、早稲田大学の演劇サークルを母体に劇団カムカムミニキーナを旗揚げする。日本大学文理学部哲学科卒業後は、劇団での活動の傍ら多数のドラマに出演するようになる。
2001年4月、フジテレビ系の初のバラエティレギュラー番組『ココリコミラクルタイプ』に出演し、本格的なバラエティ番組の仕事を開始。役者として培った演技を活かして茶の間に認知され始める。また、同番組ではココリコの遠藤章造、品川庄司の品川祐とともに「時給800円」として3枚のシングルと1枚のアルバムをリリースしている。
2002年10月には、『トリビアの泉 〜素晴らしきムダ知識〜』で高橋克実とともに司会を担当。番組の人気と共に認知度も向上し、連続ドラマなどの出演数も増加する。
2019年には三谷幸喜脚本の新作歌舞伎『月光露針路日本 風雲児たち』で歌舞伎初出演を果たす。かつて出演したTVバラエティー番組『トリビアの泉』に因んで三谷が考案した「トリビ屋」の屋号の大向こうがかかった。

## 人物
眼鏡が大きな特徴。場の空気を暖めるのが得意で明るいキャラクターだが、ドラマでは西村雅彦から「くせ者」と称される好脇役でシリアスな役も多い。
同事務所の先輩である高橋克実とは、番組で共演する以前からプライベートでも仲が良い。
学生時代は奈良県出身者の学生寮養徳学舎で4年間寮生活を経験しており、養徳学舎での生活が夢への「はじめの一歩」だったことを語っている。
自身が設立に関与し、取締役を務めていたネルケプランニングがキャスティングを担当しているアニメで声優の仕事も行っていた時期もあり、山寺宏一との交流もある。甲本ヒロト（ザ・クロマニヨンズ）をヒーローとして崇めている。また、上地雄輔とは『貧乏男子 ボンビーメン』以降、共演が多いことから交流がある。
妻の宮下今日子との出会いは、1998年に舞台で共演したことがきっかけ。息子がいる。
野球は広島東洋カープファン。

### バラエティ番組での姿
2003年7月、『トリビアの泉』が深夜からゴールデンタイムに進出し、番組が大ヒットすると同時に同番組が八嶋にとって代表的となったことで、先発である『ミラクルタイプ』の中で「『トリビアの泉』のほうだけに力入れすぎではないですか?」と視聴者からの投書が読まれることがあった。また、八嶋が同番組内でする補足トリビアがPTAから高く評価されたこともある。
『ミラクルタイプ』『トリビアの泉』でのキャラが功を奏し、2007年4月にNHK総合テレビジョンの『英語でしゃべらナイト』の司会に抜擢されるなど、俳優業の傍らでバラエティタレントのポジションも獲得した。アナウンサー並みの喋りが持ち味である。
趣味は眼鏡収集で、その功績で2004年に「日本メガネベストドレッサー賞」を受賞。

## 出演

### テレビドラマ
- 上品ドライバー 8（1996年、フジテレビ）
- みにくいアヒルの子 春休みスペシャル（1997年、フジテレビ）
- サービス（1998年、日本テレビ） - 反町拓哉 役
- タブロイド（1998年、フジテレビ）
- ひなたぼっこ（1998年、TBS） - 大北康夫 役
- 世にも奇妙な物語（フジテレビ）
  - '99秋の特別編「モザイク」（1999年）
  - '03秋の特別編「影が重なる時」（2003年） - 主演・津田俊之 役
- 救命病棟24時（1999年、フジテレビ） - 辻智宏 役
- to Heart 〜恋して死にたい〜（1999年、TBS）
- ナオミ（1999年、フジテレビ） - 松平健二 役
- 古畑任三郎（1999年・2004年、フジテレビ） - 花田 役
- 車椅子の弁護士・水島威 第6作「裏窓からのぞかれた殺人事件」（1999年、テレビ朝日） - 崎山雄 役
- バカヤロー!2000 ニッポン人の怒りが爆発する!!「パの字でつまずくなんて」（2000年3月29日、日本テレビ）
- 編集王（2000年、フジテレビ） - 本占地雪之丞 役
- Summer Snow 第8話（2000年、TBS）
- 別れる2人の事件簿（2000年、テレビ朝日） - 八戸宅弥 役
- マッハブイロク特別ドラマ big大作戦（2000年6月29日、フジテレビ） - 刑事 役
- 合い言葉は勇気（2000年、フジテレビ） - 斎藤礼 役
- HEROシリーズ（フジテレビ） - 遠藤賢司 役
  - HERO（2001年1月 - 3月）
  - HERO特別編（2006年7月3日）
  - 映画HERO公開直前SP深夜の番外編 〜遠藤事務官&井戸警備員 守衛室でのひととき〜（2007年9月3日 - 9月7日）
  - HERO 第2シリーズ（2014年7月 - 9月）
- 多摩南署たたき上げ刑事・近松丙吉シリーズ（テレビ東京） - 中川一夫 役
  - 多摩南署たたき上げ刑事・近松丙吉 1（2001年）
  - 多摩南署たたき上げ刑事・近松丙吉 2（2002年）
- 反乱のボヤージュ（2001年10月6日・7日、テレビ朝日） - 司馬英雄 役
- 初体験（2002年、フジテレビ） - 小手島雄治 役
- 空から降る一億の星（2002年、フジテレビ） - 日下圭太 役
- 天体観測（2002年、関西テレビ） - 塾の講師 役
- 美女か野獣（2003年、フジテレビ） - 戸渡千太郎 役
- 私海（2003年、フジテレビ） - 高橋 役
- WATER BOYS（2003年、フジテレビ） - 磯村清正 役
- ワンダフルライフ（2004年、フジテレビ） - 妻坂正義 役
- 大河ドラマ（NHK）
  - 新選組! 第1回・第26回 - 第41回（2004年1月11日・7月4日 - 10月17日） - 武田観柳斎 役
  - 鎌倉殿の13人 第6回 - 第17回（2022年2月13日 - 5月1日） - 武田信義 役
- Ns'あおい（2006年1月 - 3月、フジテレビ） - 江藤誠 役
  - Ns'あおい スペシャル 桜川病院最悪の日（2006年9月26日）
- 金曜エンタテイメント 生きててもいい…? 〜ひまわりの咲く家〜（2006年、フジテレビ）
- ちびまる子ちゃんシリーズ（フジテレビ） - 穂波真太郎（たまちゃんのおとうさん） 役
  - ちびまる子ちゃん（2006年4月18日）
  - ちびまる子ちゃん 第2弾（2006年10月31日）
- 弁護士 灰島秀樹（2006年、フジテレビ） - 主演・灰島秀樹 役
- 島根の弁護士（2007年、フジテレビ） - 石塚道雄 役
- パパとムスメの7日間（2007年、TBS） - 中嶋耕介 役
- 貧乏男子 ボンビーメン（2008年、日本テレビ） - 引田修三 役
- 太陽と海の教室（2008年、フジテレビ） - 柴草修平 役
- スクラップ・ティーチャー〜教師再生〜（2008年10月 - 12月、日本テレビ） - 高須久公 役
- ダンディ・ダディ?〜恋愛小説家・伊崎龍之介〜（2009年7月 - 9月、テレビ朝日） - 堂島寛 役
- ギネ 産婦人科の女たち（2009年10月 - 12月、日本テレビ） - 徳本慎一 役
- とめはねっ! 鈴里高校書道部（2010年、NHK） - 影山智 役
- わが家の歴史（2010年4月9日 - 4月11日、フジテレビ） - 遠藤周作 役
- 怪物くん（2010年4月 - 6月、日本テレビ） - ドラキュラ 役
- GM〜踊れドクター（2010年7月 - 9月、TBS） - 曽根智雄 役
- ダーティ・ママ!（2012年1月 - 3月、日本テレビ） - 深沢保 役
- パパドル!（2012年4月 - 6月、TBS） - 間宮義春 役
- 遺留捜査シリーズ（テレビ朝日） - 佐久間裕司 役
  - 第2シリーズ（2012年7月 - 9月）
  - 第3シリーズ（2013年4月 - 6月）
- 勇者ヨシヒコと悪霊の鍵 第4話（2012年11月2日、テレビ東京） - 山賊の教官 役
- dinner（2013年1月 - 3月、フジテレビ） - 木村数馬 役
- Oh,My Dad!!（2013年7月 - 9月、フジテレビ） - 岸田史顕 役
- OLカナのおじさん観察日記。（2013年11月4日 - 8日、フジテレビTWO） - 青木登 役
- 戦力外捜査官（2014年1月 - 3月、日本テレビ） - 川萩剛 役
- 珈琲屋の人々（2014年4月 - 5月、NHK BSプレミアム） - 島木雅大 役
- 東京特許許可局（2014年4月 - 2015年3月、NHK Eテレ） - 山田川晃司 役
- おやじの背中 最終話「北別府さん、どうぞ」（2014年9月14日、TBS） - 技師 役
- 連続テレビ小説 マッサン（2014年11月 - 2015年3月、NHK） - 八澤俊夫 役
- 鈴木光司 リアルホラー「鍵穴」（2015年3月29日、BSフジ） - 主演・松浦宏和 役
- 迷宮捜査（2015年5月10日、テレビ朝日） - 香川崇 役[7]
- 恋愛あるある。「同棲恋愛あるある」（2015年6月24日、フジテレビ） - 小畑 役
- 妻と飛んだ特攻兵（2015年8月16日、テレビ朝日） - 西村強 役
- ハッピー・リタイアメント（2015年10月18日、テレビ朝日） - 矢島純彦 役
- 坊っちゃん（2016年1月3日、フジテレビ） - 野だいこ 役[8]
- 早子先生、結婚するって本当ですか?（2016年4月 - 6月、フジテレビ） - 千駄木廉太郎 役[9]
- その「おこだわり」、私にもくれよ!! 第8・9話（2015年5月27日 - 6月3日、テレビ東京） - 本人 役
- 相棒 season15 第10話（2017年1月1日、テレビ朝日） - 和合賢人 役
- BS新春時代劇 大岡越前スペシャル（2017年1月3日、NHK BSプレミアム） - 雨宮治三郎 役[10]
- 金曜ロードSHOW!特別ドラマ企画 北風と太陽の法廷（2017年3月17日、日本テレビ） - 柴山直道 役
- 大女優殺人事件〜鏡は横にひび割れて〜（2018年3月25日、テレビ朝日） - 軽鴨兵庫 役
- Aではない君と（2018年9月21日、テレビ東京） - 長戸光孝 役[11]
- 誘拐法廷〜セブンデイズ〜（2018年10月7日、テレビ朝日） - 一ノ瀬誠 役
- 獣になれない私たち 第2話（2018年10月17日、日本テレビ） - 勝俣 役
- ハラスメントゲーム 第5話（2018年11月12日、テレビ東京） - 結城三郎 役
- 新しい王様（TBS、Paravi） - アカツカサ 役
  - Season1（2019年1月8日 - 17日、TBS）
  - Season2（2019年1月17日 - 3月14日、 Paravi）
- 我が家のヒミツ 第2話（2019年3月10日、NHK BSプレミアム） - 大山栄一 役
- ラジエーションハウス～放射線科の診断レポート～（2019年4月8日 - 6月17日、フジテレビ） - ナレーション
  - ラジエーションハウスII〜放射線科の診断レポート〜（2021年10月4日 - 12月13日） - ナレーション / 田中福男 役
- 孤独のグルメ Season8 第1話（2019年10月5日、テレビ東京） - 占い師・ワン 役
- お花のセンセイ（テレビ朝日） - 幸田光喜 役
  - 第1弾（2020年8月30日）[12]
  - 第2弾（2021年12月23日）[13]
- キワドい2人-K2-池袋署刑事課 神崎・黒木（2020年9月11日 - 10月16日、TBS） - 末長光一 役[14]
- 剣樹抄〜光圀公と俺〜（2021年11月5日 - 2021年12月24日、NHK BSプレミアム） - 松平頼重 役
- 生ドラ!東京は24時（2022年3月31日、フジテレビ）- ナビゲーター[15]
- 未来への10カウント（2022年4月14日 - 6月9日、テレビ朝日） - 間地真実 役[16][17]
- 元彼の遺言状 第10話（2022年6月14日、フジテレビ） - 三瀬義孝 役[18]
- もう一度パパと呼ばれる日（2023年6月7日 - 28日、フジテレビ） - 鈴木太郎 役[19]
- ソロ活女子のススメ3 最終話（2023年6月22日、テレビ東京）[20] - 都城市の地元男性 役
- ノンレムの窓 2023 夏 第3話「出世したくない君へ」（2023年7月8日、日本テレビ）[21]
- あきない世傳 金と銀（NHK BS・NHK BSプレミアム4K） - 鉄七 → 鉄助 役
  - あきない世傳 金と銀（2023年12月8日 - 2024年2月2日）
  - あきない世傳 金と銀2（2025年4月6日 - 5月25日）[22][23]
  - あきない世傳 金と銀3（2026年春〈予定〉 - ）[24]
- 不適切にもほどがある! 第2話・第3話・第5話・第8話 - 最終話（2024年2月2日・9日・23日・3月15日 - 29日、TBS） - 八嶋智人（本人） 役[25]
- ミス・ターゲット（2024年4月21日 - 6月16日、朝日放送テレビ・テレビ朝日） - 轟武蔵 役[26]
- マウンテンドクター（2024年7月8日 - 9月16日、関西テレビ・フジテレビ） - 小宮山太 役[27]
- パラレル夫婦 死んだ"僕と妻"の真実（2025年4月1日 - 6月17日、関西テレビ・フジテレビ） - 守谷誠 役[28]

### 配信ドラマ
- ハケンの珍客 第1話 - 第3話（2020年6月17日 - 7月1日、Hulu） - 一之江和美 役
- 『劇場版 仮面ライダーリバイス』スピンオフ配信ドラマ『Birth of Chimera』（2022年7月22日、東映特撮ファンクラブ） - 外海雅人 役
- トラックガール（2023年7月19日、FOD） - 山浦三郎 役[29]
  - トラックガール2 第2話（2025年5月17日、FOD）[30]
- 平成チョベリグー家199X（2025年8月15日 - 、FOD SHORT）[31]

### 映画
- ガメラ3 邪神覚醒（1999年） - 桜井 役
- 世にも奇妙な物語 映画の特別編「携帯忠臣蔵」（2000年） - オペレーター 役
- 突入せよ! あさま山荘事件（2002年） - 亀島アナウンサー 役
- ROCKERS（2003年9月27日、ギャガ・コミュニケーションズ） - 医者 役
- 笑の大学（2004年） - 大河原 役
- 約三十の嘘（2004年） - 横山宏紀 役
- 容疑者 室井慎次（2005年） - 灰島秀樹 役
- ラフ ROUGH（2006年） - 古屋先生 役
- HERO（2007年） - 遠藤賢司 役
- ぐるりのこと。（2008年） - 諸井康文 役
- 秋深き（2008年11月8日） - 主演・寺田悟 役
- つむじ風食堂の夜（2009年11月21日） - 主演・「私」役
- おのぼり物語（2010年） - 小野賢一 役
- 映画 怪物くん（2011年） - ドラキュラ 役
- 円卓 こっこ、ひと夏のイマジン（2014年） - 渦原寛太 役
- 闇金ウシジマくん ザ・ファイナル（2016年） - 都陰亮介 役
- 本能寺ホテル（2017年） - 出張マッサージ師 役
- こいのわ 婚活クルージング（2017年） - 大丸 役
- 検察側の罪人（2018年） - 小田島誠司 役
- BLOOD-CLUB DOLLS 1（2018年） - 水戸刑事 役
  - BLOOD-CLUB DOLLS 2（2020年）
- 鯉のはなシアター（2018年）
- 映画刀剣乱舞-継承-（2019年） - 羽柴秀吉 役[32]
- 新宿タイガー（2019年）
- 耳を腐らせるほどの愛（2019年） - 真壁高志 役
- 劇場版ラジエーションハウス（2022年4月29日） - 田中福男 役[33]
- 劇場版 仮面ライダーリバイス バトルファミリア（2022年7月22日） - 外海雅人 役[34]
- 劇場版 マーダー★ミステリー 探偵・斑目瑞男の事件簿 鬼灯村伝説 呪いの血（2024年2月16日） - 四谷茂 役[35]
- ゼンブ・オブ・トーキョー（2024年10月25日） - 日沼健二 役[36]
- 知らないカノジョ（2025年2月28日） - 春日研一 役[37]
- 惑星ラブソング（2025年6月13日公開予定） - UFO博士 役[38][39]

### 舞台
- 鈴木の大地（1997年）
- パンドラの鐘（1999年）
- 人間風車（2000年）
- バッドニュース☆グッドタイミング（2001年）
- 超人（2004年）
- 消失（2005年）
- エドモンド（2005年）
- 越前牛乳（2005年）
- 噂の男（2006年）
- イヌの日（2006年）
- 禿禿祭（2007年）
- 橋を渡ったら泣け（2007年）
- 軍団（2007年）
- 太平洋序曲（2011年）
- あたらしいエクスプロージョン（2017年）
- 愛のレキシアター「ざ・びぎにんぐ・おぶ・らぶ」（2019年） - ウォルト・レキシー 役
- 劇団かもめんたる「宇宙人はクラゲが嫌い」（2019年） - 英雄 役
- 三谷かぶき『月光露針路日本 風雲児たち』（2019年） - キリル・ラックスマン／アダム・ラックスマン 役
- かむやらい（2024年）[40]
- リバーサイド名球会（2024年）[41]
- 鶴人（2024年）[42]
- 泣くロミオと怒るジュリエット2025（2025年）[43]

### ドキュメンタリー
- 世界ふれあい街歩き（不定期、NHK） - ナレーション
- 課外授業 ようこそ先輩（不定期、NHK） - 語り
- ハイビジョン特集「羽田空港大百科 AtoZ」（2010年2月20日、NHK BShi） - 語り[44]
- 百年名家〜築100年の家を訪ねる旅（2011年4月 - 2022年9月、BS朝日） - 旅人（黒田知永子 → 本上まなみ → 牧瀬里穂と担当）
- 世界探訪!空港物語 WONDER AIRPORT やしま・ミチコの空辞苑（2011年4月 - 2013年3月 、BS日テレ） - ナレーター、清水ミチコと担当
- アスリートの魂（NHK） - 語り
- ココロとカラダ満つる時間 宿坊「鈴木砂羽〜和歌山・恵光院」（2012年4月3日、NHK BSプレミアム） - 語り
- 路面電車で行く 世界各街停車の旅（2012年12月11日 - 、BSフジ） - ナビゲーター
- フェルメール・美のアナリーゼ〜孤高の天才画家の真実（2012年12月30日、BSフジ） - ナレーション
- 第24回JNN共同制作番組「世界水族館ものがたり」（2013年2月11日、テレビユー福島制作、JNN各局） - ナレーション
- 奇跡の江戸絵師〜筆一本で未来に挑む〜（2015年3月28日、テレビ大阪制作、テレビ東京系列） - ナビゲーター
- 極上ライフ おとなの秘密基地（2016年4月16日 - 、テレビ愛知）
- しぜんとあそぼ　しか　(NHK教育)　-　ナレーション
- NHKスペシャル「森の王者 ツキノワグマ〜母と子の知られざる物語〜」（2017年1月15日、NHK総合） - ナレーション
- 目撃!オーロラ爆発（2023年3月19日・BS4K、4月8日・BSプレミアム[注 1]）- カナダ・イエローナイフより司会進行

### バラエティ番組・情報番組
- 水10! ココリコミラクルタイプ（2001年4月 - 2007年9月、フジテレビ）
- トリビアの泉 〜素晴らしきムダ知識〜（2002年10月 - 2006年9月・2007年1月 - 2012年1月、フジテレビ） - トリビア プレゼンター（司会）
- アイデアの鍵貸します（2006年10月 - 2007年3月、フジテレビ） - 司会
- 英語でしゃべらナイト（2007年度 - 、NHK）
- 二人の食卓 〜ありがとうのレシピ〜（2007年10月 - 2012年3月、テレビ朝日） - 司会
- プラネットベイビーズ（2010年4月 - 、NHK BShi） - ナビゲーター（伊藤かずえ・田中律子と共に隔週で担当）
- スパモク!!「常識逆転バラエティ!!運命の選択」（2010年8月26日、TBS） - 司会
- そ〜だったのかンパニー（2012年4月 - 、テレビ新広島） - 司会
- ペット大行進! ど〜ぶつくん（2012年10月 - 2013年9月、テレビ東京）
- 会いたい!世界エンキョリ家族（2013年12年12月・2014年3月16日、ABC・テレビ朝日系） - MC
- ソコアゲ★ナイト「超シリトリアル」（2015年8月3日 - 8月24日、テレビ東京） - MC[45]
- 直撃LIVE グッディ!（2016年11月1日 - 12月28日、2018年6月11日 - 7月27日）フジテレビ） - 司会 ※所属事務所の先輩である高橋克実の欠席時の総合司会を代理で担当。
- 予約殺到!スゴ腕の専門外来（2013年12月26日 - 2018年11月28日、毎日放送・不定期特番） - 司会
- 最高の最下位（2018年12月27日・2019年6月13日・2020年1月2日・11月12日・2021年6月17日、読売テレビ） - MC
- ぴったんこカン・カン（2019年10月11日 - 2021年、TBS）
- ヴィランの言い分（2022年3月30日 - 、NHK ETV） - MC

### 音楽番組
- Good Time, Good Music（2010年 - 、BS-TBS・TBSラジオ） - パーソナリティ
- ミリオンヒットコンサート（2010年9月15日、日本テレビ） - 司会

### ラジオ番組
- 年忘れ青春アドベンチャー「モ〜タイガーにしなさい！」（1997年12月15日 - 19日、NHK-FM）
- 人生ゲーム40周年プレゼンツ 八嶋智人と三津谷葉子の「こんな人だと思わなかった…」（2008年4月 - 9月、TBSラジオ）
- 明日への伝言板（2011年10月 - 2012年3月、RKB毎日放送・九州朝日放送・CROSS FM） - 火曜日担当
- 岡田惠和 今宵、ロックバーで〜ドラマな人々の音楽談義〜　第144回（2015年1月31日、NHK-FM）[46]
- 今夜もオトパラ!（2015年10月 - 、ニッポン放送） - 金曜日担当
- SUZUKI No.1 Factory（2021年4月 - 、TOKYO FM）[47]

### テレビアニメ
- こちら葛飾区亀有公園前派出所
  - 第3話「大繁盛! 空飛ぶ屋台」（1996年6月30日） - 警官
  - 第4話「一発千金宝クジ野郎」（1996年7月7日） - パチンコ店員
  - 第5話「かき氷でスキスキー」（1996年7月28日） - スポーツ屋
  - 第6話「麗子怒りの大追跡!」（1996年8月4日） - 暴走族
  - 第7話「めざめよ! 冬眠警官」（1996年8月11日） - 強盗
  - 第8話「勝鬨橋ひらけ!」（1996年8月18日） - 警官
  - 第27話「超大金持ち、白鳥麗次」（1997年2月9日） - 白鳥麗次の父
  - 第32話「両津ただいま修行中」（1997年3月16日） - 千念
  - 第33話「あぁ、マイホーム」(1997年3月23日) - 肉屋
  - 第42話「ワニ公！涙の芸人魂」(1997年6月15日) - ワニ公
  - 第94話「大ハード! 両津勘吉は二度死ぬ」（1998年7月5日） - アダヤダ・カダブラ
  - 第147話「チャーリー小林の秘密」（1999年8月1日） - チャーリー小林のマネージャー
- こどものおもちゃ（1996年） - CMおやじ、麻子のマネージャー
- 花より男子（1996年） - 校長、生徒、カメラマン
- 水色時代（1996年） - 先生、運転手
- るろうに剣心 -明治剣客浪漫譚-（1996年 - 1998年） - 夷腕坊、亀雄、署長 他
- アニメDEダウンタウン物語（1997年） - ナレーション、浜太郎、ハマシロウ
- ケロケロちゃいむ（1997年） - ぱっぽ、カエルC、カバヤン
- 発明BOYカニパン（1998年） - カンブリ
- ともだち8にん（2011年） - ナレーション

### 劇場アニメ
- 花より男子（1997年） - 照明スタッフ
- マルドゥック・スクランブル - ウフコック＝ペンティーノ
  - 第1部「圧縮」（2010年）
  - 第2部「燃焼」（2011年）
  - 第3部「排気」（2012年）
- ルドルフとイッパイアッテナ（2016年） - ブッチー 役

### ゲーム
- クーロンズゲート（1997年） - 茸売りのチャーリー
- スタースイープ（1997年） - フンガー
- 二ノ国 漆黒の魔導士（2010年） - ニャンダール

### ドラマCD
- 話が違う（1997年） - 店員 他

### 吹き替え
- オープン・シーズン（2006年） - エリオット
- アーロと少年（2016年） - ナッシュ 役[48]
- ドクター・ドリトル（2020年） - プリンプトン 役[49]

### CM
- NTTドコモグループ「パケ・ホーダイ」 - タクシー運転手役
- 東京電力 - でんこちゃんの夫・分電盤太の声
- サントリーフーズ「なっちゃん」 - 2代目なっちゃんの父親役
- 麒麟麦酒
  - 「淡麗生 発泡酒」※ 高田純次と坂口憲二との共演
  - 「キリン一番搾り生ビール」（2022年）※ 堤真一、中条あやみ、矢本悠馬と共演[50]
- ミツカン（2009年） - おなべススメ隊
- アデランス「アデランスは誰でしょう?」（2010年） - 第63回広告電通賞で3賞受賞[注 2]※ 新庄剛志と髙嶋政宏との共演
- ダイハツ「MOVE」 スマートアシスト篇/基本性能篇/ティザー篇（2012年） - 検事役
- 花王「ワイドハイターEX」（2014年）
- サントリースピリッツ「ジムビーム」（2015年） - ドラマ・映画『HERO』遠藤賢司 役※ 杉本哲太と田中要次との共演[51]
- 興和 Kanzo(カンゾコーワ) ニュース編 (2018年10月)
- ソニー損保 SURE シンクロカバ篇・探せばある篇 (2018年9月)[52]
- カオナビ「東軍篇」「西軍東軍篇」（2020年1月 - ） - 徳川家康の声[53]

### MV
- レキシ「SHIKIBU feat. 阿波の踊り子」（2015年）[54]